# San Francisco (Antioquia)
San Francisco is een gemeente in het Colombiaanse departement Antioquia. De gemeente telt 6273 inwoners (2005).